# Sira-Anna Faal
Sira-Anna Faal (2000) è un'attrice e cantante tedesca.

## Discografia

### EP
- 2022 – Noema (feat. KazOnDaBeat)
- 2024 – Paradies Berlin (feat. KazOnDaBeat)

### Singoli

#### Come solista
- 2021 – Koma

#### Come artista principale
- 2020 – Penso (feat. Carlifornia)
- 2021 – Rückwärts (feat. KazOnDaBeat)
- 2022 – Miete (feat. XAVER e KazOnDaBeat)

## Filmografia

### Cinema
- The Ordinaries, regia di Sophie Linnenbaum (2022)

### Televisione
- Druck – serie TV, 34 episodi (2020-2022)
- Becoming Charlie – serie TV, 6 episodi (2020)
- Squadra speciale Lipsia (SOKO Leipzig) – serie TV, episodio 23x26 (2023)
- Like a Loser – serie TV, episodio 1x06 (2023)
- Jonja, regia di Anika Maetzke – film TV (2023)
- Boom – serie TV (2024)
- Pauline – miniserie TV, 6 puntate (2024)

## Riconoscimenti
- Bayerischer Fernsehpreis
  - 2024 – Candidata come miglior attrice per Pauline[1]
- Deutscher Fernsehpreis
  - 2024 – Candidata come miglior attrice per Pauline[2]
- Deutschen Schauspielpreises
  - 2021 – Premio Ensemble per Druck[3]

## Doppiatrici italiane
Nelle versioni in italiano delle opere in cui ha recitato, Sira-Anna Faal è stata doppiata da:
- Sara Labidi[4] in Pauline[5]